# Стари хан
Стари хан се налази у Косјерићу, подигнут је 1854. године и представља непокретно културно добро као споменик културе.
По насељавању околине данашњег Косјерића, почетком 18. века, доста касније су њихови потомци сишли у доњи слив потока Лимац и реке Скрапеж и подигли прве насеобине од чега је настао Косјерић. Први досељеник је био Антоније Радојевић, тговац и старешина канцеларије среза црногорског, који је подигао путничку механу звану хан. Он је успео и да премести и срез из Ужица, пошто је пре тога подигао зграде за канцеларије и станове за чиновнике.
Служио је за прихватање путника и трговаца који су пролазили кроз Косјерић идући из Дубровника и Босне према Београду и обрнуто. Хан је у приземљу имао простор за коње и робу, а на спрату се налазила механа, собе за госте и домаћина.
У знак захвалности Косјерци су подигли, 1979. године, споменик оснивачу места Антонију Косјеру и поставили га испред хана.